# Demigny
Demigny este o comună în departamentul Saône-et-Loire, Franța. În 2009 avea o populație de 1.749 de locuitori.

## Evoluția populației
| An        | 1975 | 1982  | 1990  | 1999  | 2006  | 2009  |
| --------- | ---- | ----- | ----- | ----- | ----- | ----- |
| Populație | 851  | 1.224 | 1.473 | 1.535 | 1.735 | 1.749 |